# Baltika Cup 2000
Baltika Cup 2000 byl turnaj ze série Euro Hockey Tour. Hokejový turnaj byl odehrán od 17.12.2000 - do 20.12.2000 v Moskvě.

## Výsledky a tabulka
|    |         | RUS    | CZE    | FIN    | SWE     | V | VP | PP | P | Skóre | B |
| 1. | Rusko   | Rusko  | 5:4 SN | 2:1    | 1:0     | 2 | 1  | 0  | 0 | 8:5   | 8 |
| 2. | Česko   | 4:5 SN | Česko  | 6:2    | 4:2     | 2 | 0  | 1  | 0 | 14:9  | 7 |
| 3. | Finsko  | 1:2    | 2:6    | Finsko | 4:1     | 1 | 0  | 0  | 2 | 7:9   | 3 |
| 4. | Švédsko | 0:1    | 2:4    | 1:4    | Švédsko | 0 | 0  | 0  | 3 | 3:9   | 0 |

 Finsko -  Rusko 1:2 (0:1, 0:0, 1:1) Zpráva
17. prosince 2000 - Moskva
- Branky  Finsko: 44:41 Hannes Hyvönen
- Branky  Rusko: 4:03 Dmitrij Jevstafjev, 40:54 Andrej Razin
- Rozhodčí: ???
- Vyloučení: 5:4 (0:0)
- Diváků: 9 000

Finsko: Kapanen - Kangasniemi, Kauppinen, Lehtinen, Lotvonen, Mikkola, Pisto, Poikolainen, Puistola - Dahlman, Hagman, Hassinen, Hyvönen, Immonen, Jeonväärä, Meittinen, Miettinen, Pakaslahti, Palsola, Pirnes, Uhlbäck
Rusko: Čistov - Bykov, Ždan, Jevstajev, Kamaledtinov, Krasotkin, Orechovskij, Petročinin, Rjabykin - Afinogenov,Dacjuk, Golc, Gorbušin, Karpov, Koznev, Kvartalnov, Nabokov, Prokopjev, Razin, Zavahurin, Zolotov

 Švédsko -  Česko 2:4 (1:1, 0:1, 1:2) Zpráva
17. prosince 2000 - Moskva
- Branky  Švédsko: 10:19 Ronnie Sundin, 47:55 Pierre Hedin
- Branky  Česko: 6:11 Viktor Hübl, 23:18 Kamil Piroš, 43:06 Viktor Ujčík, 44:37 Aleš Kotalík
- Rozhodčí: Vajsfeld - Birjukov, Chimic (RUS)
- Vyloučení: 3:6 (2:0, 0:1)
- Diváků: 5 300

Švédsko: Liv - Hedin, Johansson, Olsson, Tallinder - Berglund, Burström, Falk, Gahn, Hedström, Karlsson, Molin, Ölvestad, Ottoson, Rudslätt, Salomonsson, Sundin, Thuresson, Tjärnqvist, Weinhandl, Zetterberg
Česko: Salfický - Cartelli, Žižka, Martínek, Marušák, Nikolov, Píša, Štěpánek, Tesařík - Čajánek, Hlinka J., Hübl, Kotalík, Kudrna, Matějovský, Piroš, Sýkora, Tomajko, Ujčík, Vlasák, Vostřák

 Švédsko -  Finsko 1:4 (1:0, 0:2, 0:2) Zpráva
18. prosince 2000 - Moskva
- Branky  Švédsko: 8:47 Nicklas Falk
- Branky  Finsko: 23:07 Antti Miettinen, 39:01 Jani Hassinen, 42:22 Juha Joenväärä, 52:32 Niklas Hagman
- Rozhodčí: Karabanov - Kulakov, Zacharov (RUS)
- Vyloučení: 9:7 (1:0)
- Diváků: 1 050

Švédsko: Hadelöv - Hedin, Johansson, Olsson, Tallinder - Berglund, Burström, Falk, Gahn, Hedström, Karlsson, Molin, Ölvestad, Ottoson, Rudslätt, Salomonsson, Sundin, Thuresson, Tjärnqvist, Weinhandl, Zetterberg
Finsko: Kapanen, Niittymäki - Kangasniemi, Kauppinen, Lehtinen, Lotvonen, Mikkola, Pisto, Poikolainen, Puistola - Dahlman, Hagman, Hassinen, Hyvönen, Immonen, Jeonväärä, Meittinen, Miettinen, Pakaslahti, Palsola, Pirnes, Uhlbäck

 Rusko -  Česko 5:4  SN  (1:2, 1:2, 2:0 - 1:0) Zpráva
18. prosince 2000 - Moskva
- Branky  Rusko: 7:30 Valeri Karpov, 36:27 Dmitrij Kvartalnov, 43:46 Valeri Karpov, 57:15 Valeri Karpov, 65:00 Valeri Karpov
- Branky  Česko: 4:31 Kamil Piroš, 8:23 Radek Matějovský, 26:35 Viktor Hübl, 28:58 Viktor Ujčík
- Rozhodčí: Radbjer - Birjukov, Chimic (RUS)
- Vyloučení: 5:7 (1:1) navíc Matějovský (CZE) 10 min.
- Diváků: 6 500

Rusko: Čistov (29. Tarasov) - Bykov, Ždan, Jevstajev, Kamaledtinov, Krasotkin, Orechovskij, Petročinin, Rjabykin- Afinogenov, Dacjuk, Golc, Gorbušin, Jakubov, Karpov, Koznev, Kvartalnov, Nabokov, Prokopjev, Razin, Zolotov
Česko: Prusek - Cartelli, Žižka, Martínek, Marušák, Nikolov, Píša, Štěpánek, Tesařík - Čajánek, Hlinka J., Hübl, Kotalík, Kubinčák, Matějovský, Piroš, Sýkora, Tomajko, Ujčík, Vlasák, Vostřák

 Česko -  Finsko 6:2 (3:2, 3:0, 0:0) Zpráva
20. prosince 2000 - Moskva
- Branky  Česko: 11:18 Jaroslav Hlinka, 16:47 Kamil Piroš, 17:49 Jaroslav Hlinka, 27:18 Kamil Piroš, 29:24. Petr Sýkora, 34:15 Radek Matějovský
- Branky  Finsko: 3:03 Hannes Hyvönen, 6:29 Ville Immonen
- Rozhodčí: Buturlin - Kulakov, Zacharov (RUS)
- Vyloučení: 7:6 (1:1, 1:0)
- Diváků: 2 180

Česko: Salfický - Tesařík, Štěpánek, Marušák, Žižka, Píša, Martínek, Cartelli, Nikolov - Ujčík, Piroš, Vlasák - Kotalík, Čajánek, Tomajko - Vostřák, J. Hlinka, Hübl - Matějovský, P. Sýkora, J. Kudrna.
Coach: Josef Augusta and Vladimír Martinec.
Finsko: Kapanen (30. Markkanen) - Lehtinen, Mikkola, Puistola, Lotvonen, Poikolainen, Pisto, Kangasniemi, Kauppinen - Dahlman, T. Miettinen, Hassinen - A. Miettinen, Pirnes, Hagman - Uhlbäck, Pakaslahti, Immonen - Hyvönen, Palsola, Joenväärä. 

 Rusko -  Švédsko 1:0 (0:0, 1:0, 0:0) Zpráva
20. prosince 2000 - Moskva
- Branka  Rusko: 22:33 Pavel Dacjuk
- Branka  Švédsko: nikdo
- Rozhodčí: Šindler (CZE) - Makarov, Sheljanin (RUS)
- Vyloučení: 5:6 (0:0)
- Diváků: 9 000

Rusko: Tarasov - Bykov, Ždan, Jevstajev, Kamaledtinov, Krasotkin, Orechovskij, Petročinin, Rjabykin - Afinogenov,Dacjuk, Golc, Gorbušin, Karpov, Koznev, Kvartalnov, Nabokov, Prokopjev, Razin, Zavaruhin, Zolotov
Švédsko: Hadelöv - Hedin, Johansson, Olsson, Tallinder - Berglund, Burström, Falk, Gahn, Hedström, Karlsson, Molin, Ölvestad, Ottoson, Rudslätt, Salomonsson, Sundin, Thuresson, Tjärnqvist, Weinhandl

## Statistiky

### Nejlepší hráči
| Pozice  | Hráč           |
| ------- | -------------- |
| Brankář | Dušan Salfický |
| Obránce | Ilkka Mikkola  |
| Útočník | Valerij Karpov |

### Kanadské bodování
| Poř. | Kanadské bodování | Branky | Přihrávky | Body |
| ---- | ----------------- | ------ | --------- | ---- |
| 1.   | Kamil Piroš       | 4      | 2         | 6    |
| 2.   | Valerij Karpov    | 4      | 0         | 4    |
| 3.   | Viktor Hübl       | 2      | 2         | 4    |
| 4.   | Tomáš Vlasák      | 0      | 4         | 4    |